# Julien d'Ortoli
Julien d'Ortoli est un athlète de l’équipe de France de voile Olympique dans la catégorie 49er. Associé à Noé Delpech depuis 2007, ils forment actuellement le plus ancien duo de l’équipe de France de voile.
L'équipage de Julien d'Ortoli et Noé Delpech a terminé 5ème des Jeux olympiques de Rio en 2016, dans la catégorie 49er. Il s'agit de la meilleure performance d'un équipage Français dans cette catégorie depuis que cette série est Olympique.

## Biographie
Né le 7 octobre 1983 à Marseille, Julien d'Ortoli pratique la voile depuis 25 ans au sein de l'YCPR. Avant de commencer sa carrière en 49er, il a navigué sur plusieurs supports tels que l'Optimist, le 420 et le Mumm 30. Il vit à Marseille.

## Équipage Juno 49er
JUNO 49er est le nom de l’équipage de 49er formé par Julien d’Ortoli et Noé Delpech. Cette appellation vient de la contraction de leurs deux prénoms, Ju pour Julien et No pour Noé. JUNO a la particularité d’avoir un Fan Club. Les supporters se nomment les JTP (Juno Tout Puissant), en clin d’œil aux MTP, supporters de l'Olympique de Marseille.

## Palmarès

### 2016
- 9e au championnat du Monde de Clearwater (Floride)
- 5ème aux Jeux Olympiques de Rio (Brésil)

### 2015
- 1er du championnat de France Elite de Voile Olympique
- 7e ISAF World Cup d'Abu Dhabi

### 2014
- 13e au championnat du Monde de Santander (Espagne)
- 4e au Test Event Rio de Janeiro
- 3e au championnat de France Élite Voile Olympique

### 2013
- 6e aux championnats du Monde (France, Marseille)[4],[5]
- 3e aux championnats d’Europe (Danemark, Aarhus)[6],[7]
- 2e au championnat de France Elite Voile Olympique[8]

### 2012
- 8e  aux championnats du Monde de 49er (Croatie) et d’Europe 49er (Italie)
- Remplaçant aux Jeux Olympiques de Londres

### 2011
- 2e de la Semaine Olympique Française (Hyères, France)[9],[10]